# Лункани (Бакау)
Лункани (рум. Luncani) насеље је у Румунији у округу Бакау у општини Марђинени. Oпштина се налази на надморској висини од 219 m.

## Становништво
Према подацима из 2002. године у насељу је живело 888 становника, од којих су сви румунске националности.